# Санта Марија дел Ранго (Мачерата)
Санта Марија дел Ранго је насеље у Италији у округу Мачерата, региону Марке.
Према процени из 2011. у насељу је живело 20 становника. Насеље се налази на надморској висини од 350 м.